# Sao quanh cực
Trong thiên văn học, sao quanh cực là một ngôi sao mà khi được quan sát từ một vĩ độ địa lý cho trước không bao giờ lặn xuống dưới đường chân trời do có vị trí biểu kiến gần thiên cực phía bán cầu nơi đó. Các sao quanh cực do đó có thể trông thấy được từ vĩ độ nơi đó tới địa cực gần nhất trong suốt đêm và mỗi đêm quanh năm (và vẫn có thể được tiếp tục trông thấy vào ban ngày nếu chúng không bị ánh sáng tán xạ từ Mặt Trời lấn át). Các sao không là sao quanh cực được gọi là sao theo mùa (seasonal star).

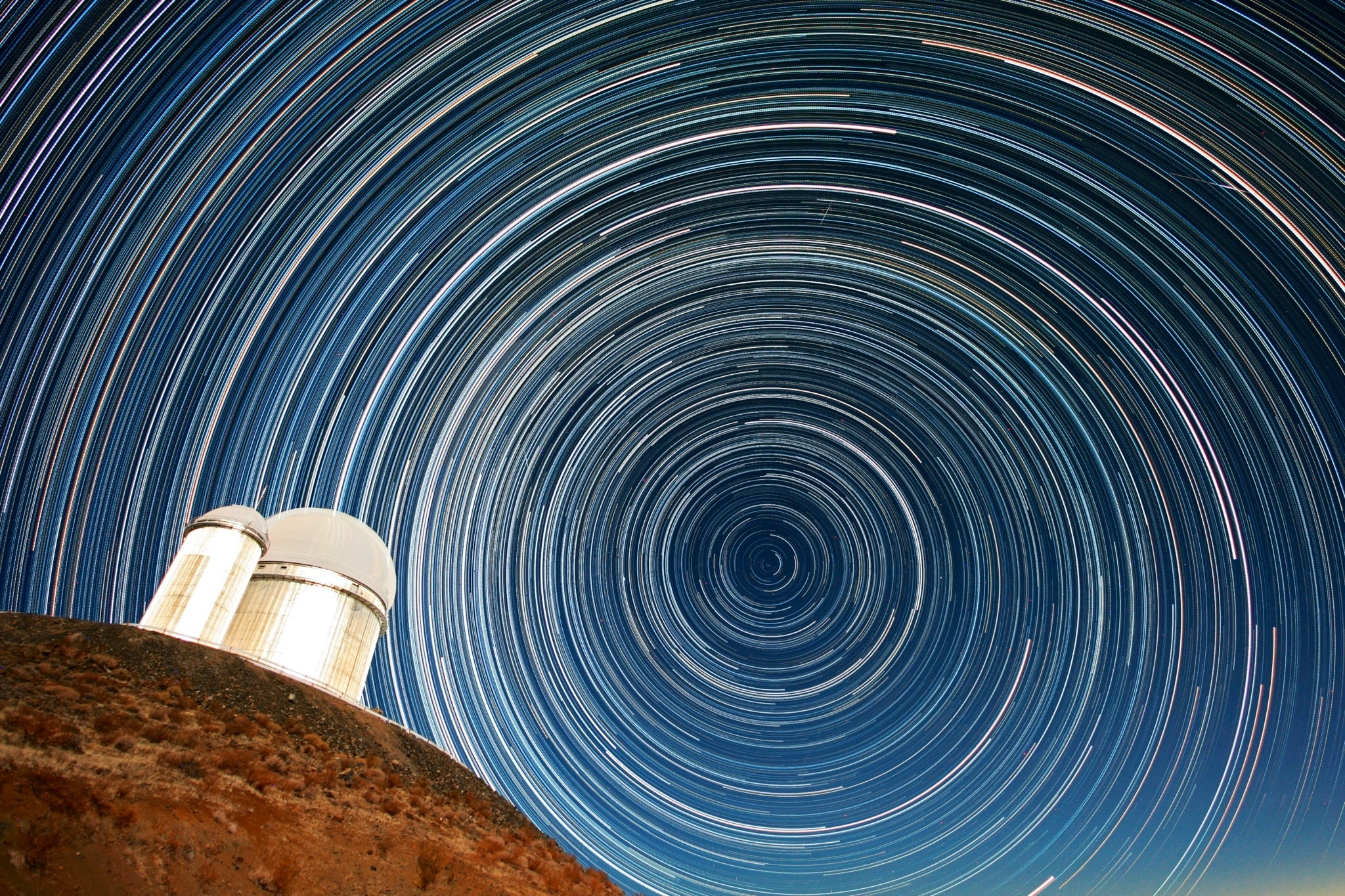
Khi được chụp với kỹ thuật phơi sáng lâu, các sao quanh cực tạo ra các star trail.

Tất cả các sao quanh cực đều nằm trong đường tròn quanh cực với kích cỡ được xác định bởi vĩ độ của người quan sát. Cụ thể, bán kính góc của vòng tròn này bằng vĩ độ của người quan sát. Nơi quan sát càng gần tới Bắc Cực hoặc Nam Cực, vòng tròn quanh cực càng rộng. Tại hai cực, vòng tròn quanh cực rộng bằng đường chân trời và một nửa bầu trời sao phía bán cầu đó đều là quanh cực. Tại xích đạo, không có ngôi sao nào là quanh cực và toàn bộ bầu trời sao đều có mọc và lặn.
Chòm sao quanh cực là một chòm sao với hầu hết các sao đủ sáng đều không lặn xuống dưới chân trời, khi quan sát từ một địa điểm cho trước.

## Định nghĩa
Một ngôi sao có quanh cực hay không phụ thuộc vào vĩ độ của người quan sát. Bởi độ cao của thiên cực trông thấy được bằng trị tuyệt đối của vĩ độ quan sát (vĩ độ đại số mang dấu dương ở Bắc Bán cầu), một ngôi sao với khoảng cách góc tới thiên cực trông thấy được nhỏ hơn vĩ độ tuyệt đối sẽ là quanh cực. Chẳng hạn nếu vĩ độ của quan sát viên là 50° B hay +50°, mỗi sao thiên cực đều nằm trong khoảng dưới 50° tính từ thiên cực bắc. Nếu vĩ độ của quan sát viên là 35° N hay –35° thì các sao quanh cực sẽ thuộc khoảng dưới 35° tính từ thiên cực nam. Các sao nằm trên xích đạo thiên cầu không là quanh cực khi được thấy từ bất kỳ bán cầu nào trên Trái Đất.